# There’s a Riot Goin’ On
Az 1971-es There’s a Riot Goin' on a Sly and the Family Stone ötödik nagylemeze. Eredetileg a címe Africa Talks to You lett volna, a címet Marvin Gaye What’s Going On lemezére válaszul változtatták meg.
Közvetlenül megjelenése után első helyen debütált a Billboard pop és soul albumlistáján, míg a Family Affair kislemez is átvette a vezetést a pop kislemezlistán. 1972. november 8-án lett aranylemez, 2001. szeptember 7-én a platina minősítést is megkapta. 2003-ban a Rolling Stone magazin Minden idők 500 legjobb albuma listáján a 99. lett. Szerepel az 1001 lemez, amit hallanod kell, mielőtt meghalsz című könyvben.

## Az album dalai
| 1. | Luv n' Haight                           | Sylvester Stewart | 4:01 |
| 2. | Just Like a Baby                        | Stewart           | 5:12 |
| 3. | Poet                                    | Stewart           | 3:01 |
| 4. | Family Affair                           | Stewart           | 3:06 |
| 5. | Africa Talks to You 'The Asphalt Jungle | Stewart           | 8:45 |
| 6. | There's a Riot Goin' On                 | Stewart           | 0:00 |

| 1. | Brave & Strong                     | Stewart | 3:28 |
| 2. | (You Caught Me) Smilin'            | Stewart | 2:53 |
| 3. | Time                               | Stewart | 3:03 |
| 4. | Spaced Cowboy                      | Stewart | 3:57 |
| 5. | Runnin' Away                       | Stewart | 2:51 |
| 6. | Thank You for Talkin' to Me Africa | Stewart | 7:14 |

## Helyezések

### Album
| Lista (1971–1972)         | Helyezés |
| ------------------------- | -------- |
| Billboard Pop Albums      | 1        |
| Billboard Top Soul Albums | 1        |

### Kislemezek
| Kislemezek    | Lista (1971–1972)     | Helyezés |
| ------------- | --------------------- | -------- |
| Family Affair | Billboard Pop Singles | 1        |
| Family Affair | Billboard R&B Singles | 1        |

## Közreműködők
- Larry Graham – basszusgitár, háttérvokál
- Greg Errico – dob
- Gerry Gibson – dob
- Bobby Womack – gitár
- Freddie Stone – gitár
- Ike Turner – gitár
- Sly Stone – hangszerelés, dob, dob programozása, billentyűk programozása, szintetizátor, gitár, basszusgitár, billentyűk, ének
- Billy Preston – billentyűk
- Jerry Martini – tenorszaxofon
- Cynthia Robinson – trombita
- Rose Stone – vokál, billentyűk
- Little Sister – háttérvokál

## Fordítás
Ez a szócikk részben vagy egészben a There's a Riot Goin' On című angol Wikipédia-szócikk ezen változatának fordításán alapul.  Az eredeti cikk szerkesztőit annak laptörténete sorolja fel. Ez a jelzés csupán a megfogalmazás eredetét és a szerzői jogokat jelzi, nem szolgál a cikkben szereplő információk forrásmegjelöléseként.